# Södra Ljusterö församling
Södra Ljusterö församling var en församling i nuvarande Stockholms stift i nuvarande Österåkers kommun. Församlingen uppgick 1869 i Ljusterö församling.

## Administrativ historik
Församlingen bildades 1631 genom en utbrytning som kapellförsamling ur Värmdö församling.
Församlingen var annexförsamling i pastoratet Värmdö och Södra Ljusterö som från 1635 även omfattade Boo församling, från 1638 Möja församling, från 1683 Djurö församling och från 1792 Ingarö församling. Ljusterö kyrka på Norra Ljusterö var gemensam med Norra Ljusterö församling. Församlingen uppgick 1869 i Ljusterö församling.